# Ceratixodes
Ceratixodes är ett släkte av spindeldjur som beskrevs av Neumann 1902. Ceratixodes ingår i familjen hårda fästingar.
Släktet innehåller bara arten Ceratixodes uriae.